# 形部一平
形部 一平（ぎょうぶ いっぺい、1974年 - ）は、日本のイラストレーター、メカニックデザイナー。

## 来歴
大阪府出身。
神戸芸術工科大学を卒業後、ゲーム会社のSNKに入社。2000年に発売された『COOL COOL TOON』でキャラクターデザインに抜擢された。同作への参加をきっかけに個人として仕事を受けるようになり、2001年にフリーランスのイラストレーターに転身。
フリーランスとなってからは、アディダス、ナイキ、FM802、コナミ、日本コカ・コーラ、JR西日本といったクライアントの広告またはパッケージイラスト、東京ゲームショウのメインビジュアル、上海万博の大阪館パビリオン壁画などを手掛ける。
サンライズ制作による2011年のTVアニメ『セイクリッドセブン』で初めてアニメ作品のデザインに携わる。『ガンダム Gのレコンギスタ』では、監督の富野由悠季からのオファーを受け初めてメカニックデザイナーとして参加。同作に登場する大半のモビルスーツをデザインした。それ以降は『機動戦士ガンダム 鉄血のオルフェンズ』をはじめとして複数のガンダムシリーズ作品にメカニックデザイナーとして参加している。

## 主な作品

### 広告、ポスターなど
- FM802 - 番組、イベント、コラボ企画など多数のビジュアルデザインを担当
- 日本コカ・コーラ 「ドクター・ペッパー」- パッケージデザイン（2005年）[4][1]
- アディダスジャパン - 広告イラスト（2002年）[4]
- ホンダカップ フットサルフェスタ - イラスト（2008年-）[6]
- 東京ゲームショウ - メインビジュアル（2010年-）[4]
- ナイキ「NIKE FREE」ワールドキャンペーン - イラスト（2011年）[4]
- JR西日本 「大阪環状線×YourReebok 『大阪の新しい足』 キャンペーン」 - ビジュアルデザイン（2016年）[7]

### ゲーム
- SNK 『COOL COOL TOON』 - キャラクターデザイン（2000年）
- コナミ 『Jリーグウイニングイレブンタクティクス』 - パッケージ&イメージキャラクターデザイン（2003年）
- コナミ 『ダンスダンスレボリューション X』 - メインビジュアル（2009年）
- コナミ 『クロスボード7』 - メインビジュアル（2010年）
- スクウェア・エニックス 『星と翼のパラドクス』 - メカニックデザイン（2018年）
- バンダイナムコエンターテインメント『SYNDUALITY Echo of Ada』 - コフィンデザイン原案（2023年）

### アニメ
- アキハバラ@DEEP - キャラクターデザイン（未発表）[8]
- セイクリッドセブン - キャラクター原案（2011年）
- ガンダム Gのレコンギスタ - メカニカルデザイン（2015年）
- 機動戦士ガンダム 鉄血のオルフェンズ - メカデザイン（2015年）
- 甲鉄城のカバネリ - デザインワークス（2016年）
- ダーリン・イン・ザ・フランキス - コンセプトデザイン協力（2018年）
- ガンダムビルドダイバーズ - メカニックデザイン（2018年）[9]
- メガロボクス - ギアデザイン（2018年）[10]
- ガンダムビルドダイバーズRe:RISE - メカニックデザイン（2019年）[11]
- 境界戦機 - メカニックデザイン（2021年）[12]
- NOMAD メガロボクス2 - ギアデザイン（2021年）[13]
- 機動戦士ガンダム 水星の魔女 - メカニックデザイン（2022年）[14]
- SYNDUALITY Noir - コフィンデザイン、OP原画（2023年）[15]
- 境界戦機 極鋼ノ装鬼 - メカニックデザイン（2023年）
- アズワン/AS ONE - メカニックデザイン（2025年）

### その他
- 漫画 『SPUNKY A GOGO!』（ニーハイメディア・ジャパンの雑誌『mammoth』にて連載、2001年-2004年）
- ソニー・ネットワークウォークマン digmeoutコラボレーションモデル（2005年）[16]
- 映画『TAJOMARU』のキャラクター化企画のデザイン、イラスト（2009年）
- 上海万博 大阪館 - ファサードデザイン（2011年）[4][17]
- 公益社団法人宇治市観光協会 イメージキャラクター 「うみうのウッティー」 キャラクターデザイン（2014年）[18]
- 漫画 『機動戦士ムーンガンダム』 - メカニックデザイン（2017年）